# The Crest
| Оценки критиков | Оценки критиков |
| Источник        | Оценка |
| --------------- | --- |
| About.com       | 3,5 из 5 звёзд · 3,5 из 5 звёзд · 3,5 из 5 звёзд · 3,5 из 5 звёзд · 3,5 из 5 звёзд                                                                                                |
| Fury Rocks      | 9,5 из 10 звёзд · 9,5 из 10 звёзд · 9,5 из 10 звёзд · 9,5 из 10 звёзд · 9,5 из 10 звёзд · 9,5 из 10 звёзд · 9,5 из 10 звёзд · 9,5 из 10 звёзд · 9,5 из 10 звёзд · 9,5 из 10 звёзд |
| Lords of Metal  | (9.4/10) |
| Allmusic        | 3,5 из 5 звёзд · 3,5 из 5 звёзд · 3,5 из 5 звёзд · 3,5 из 5 звёзд · 3,5 из 5 звёзд                                                                                                |

The Crest (рус. «украшение наверху гербового щита») — четырнадцатый студийный альбом Акселя Руди Пелла, выпущенный в апреле 2010 года.

## Об альбоме
«Это — действительно эталон, в нем есть все, чтобы стать классикой в долгой истории ARP! Треки наполнены энергетикой и чувствами!» — говорят члены группы.
В мае 2010 года стартовал очередной тур ARP. По словам участников, тур будет разбит на несколько этапов, первый из которых — майский. Группа планирует продолжить турне осенью (Октябрь 2010), а также дать несколько концертов весной 2011 года..

## Список композиций
CD1 Обычное издание
1. Prelude of Doom (Intro)
2. Too Late
3. Devil Zone
4. Prisoner of Love
5. Dreaming Dead
6. Glory Night
7. Dark Waves Of The Sea (Oceans Of Time P.II: The Dark Side)
8. Burning Rain
9. Noblesse Oblige (Opus #5 Adagio Contabile)
10. The End Of Our Time
11. "Dreaming Dead (Extended Version)" - 11:06 (только на Deluxe Edition)

CD2 Deluxe Edition
1. "Tear Down The Walls" - 6:27
2. "Strong As A Rock" - 8:14
3. "Medley: The Masquerade Ball / Casbah / Tales Of The Crown" - 14:37
4. "Drum Solo" - 4:32
5. "Rock The Nation" - 6:10
6. "The Temple Of The King" - 9:20
7. "Mystica" - 9:47
8. "Fool Fool / Eternal Prisoner" - 13:33

## Участники записи
- Axel Rudi Pell — Гитара
- Johnny Gioeli — Вокал
- Ferdy Doernberg — Клавишные
- Volker Krawczak — Бас-гитара
- Mike Terrana — Барабаны, перкуссия